# Султанија Рукије (ћерка Мурата IV)
Султанија Рукије је била најмлађа ћерка Мурата IV.

## Живот
Султанија Рукије је била ћерка султана Мурата, и многи историчари идентификују њену мајку као султанију Ајше. Удата је 1663. године за Мелек Ибрахим-пашу. Пар је изградио палату на некадашњем имању султаније Сафије, жене Мурата III, које је било додељено султанији Рукије. Из брака су се родиле две ћерке, Ајше(1680-1717) и Фатма(1667-1727).
Док је Ибрахим-паша био намесник Буде, султан Мехмед га је погубио 1685. године и Рукије је остала удовица. 

## Смрт
Султанија Рукије је умрла 1716. године. Оставила је знатне дугове, па су након њене смрти узете из њеног наследства и предате државној благајни. Сахрањена је у Принчевој џамији.